# Štefánikova čtvrť
Štefánikova čtvrť je čtvrť, součást města Brna. Tvoří severovýchodní část Černých Polí.

## Historie
Vilová Štefánikova čtvrť vznikla ve 20. letech 20. století v severozápadním cípu katastru Husovic, od kterých byla zcela oddělena železniční tratí do Tišnova. Dráha zároveň určila tvar severního okraje čtvrti, tvořeného dnešní ulicí Sládkovou. Čtvrť získala své jméno v roce 1923, kdy byla zahájena stavba samostatných rodinných domků v zahradách na území ohraničeném dnešními ulicemi Alešovou, Pflegrovou, Sládkovou a Merhautovou. V té době šlo o zcela samostatný urbanistický útvar. V letech 1933–1935 si v Alešově ulici postavil vlastní rodinný dům ve funkcionalistickém stylu architekt Josef Kranz.
V těsné blízkosti Štefánikovy čtvrti, na jejím západním okraji (dnes severní část Janouškovy ulice), byla v roce 1925 založena nouzová kolonie Na Novém hřbitově, která byla tvořena deseti dřevěnými baráky a která patřila k nejchudším v Brně. Název získala podle svého umístění na pozemku, který byl původně určen pro nový husovický hřbitov, přičemž zde již byla postavena márnice, která byla rovněž využívána k obytným účelům. Tato kolonie zanikla po skončení druhé světové války.
Ve druhé polovině 30. let probíhala výstavba řadových domů jižně od Štefánikovy čtvrti, která se tak postupně stala součástí souvislé městské zástavby, na jejímž okraji se nacházela. V roce 1949 byla na východním okraji Štefánikovy čtvrti ukončena smyčkou nová tramvajová trať, která byla z centra města trasována Merhautovou ulicí. V roce 1962 byl ukončen provoz na původní železniční trati do Tišnova, jež byla vedena těsně kolem čtvrti. V trase této dráhy byl na konci 90. let 20. století vybudován Velký městský okruh s Husovickým tunelem.
V letech 1952–1991 nesla Štefánikova čtvrť název Fučíkova čtvrť. Roku 1969 bylo vytvořeno nové katastrální území Černá Pole, kam připadla i tehdejší Fučíkova čtvrť. Téhož roku byla zahájena stavba malého panelového sídliště Černá Pole v západním sousedství čtvrti. Toto sídliště, jehož centrem se stalo nově vytvořené náměstí SNP, bylo dokončeno v polovině následující dekády.

## Galerie

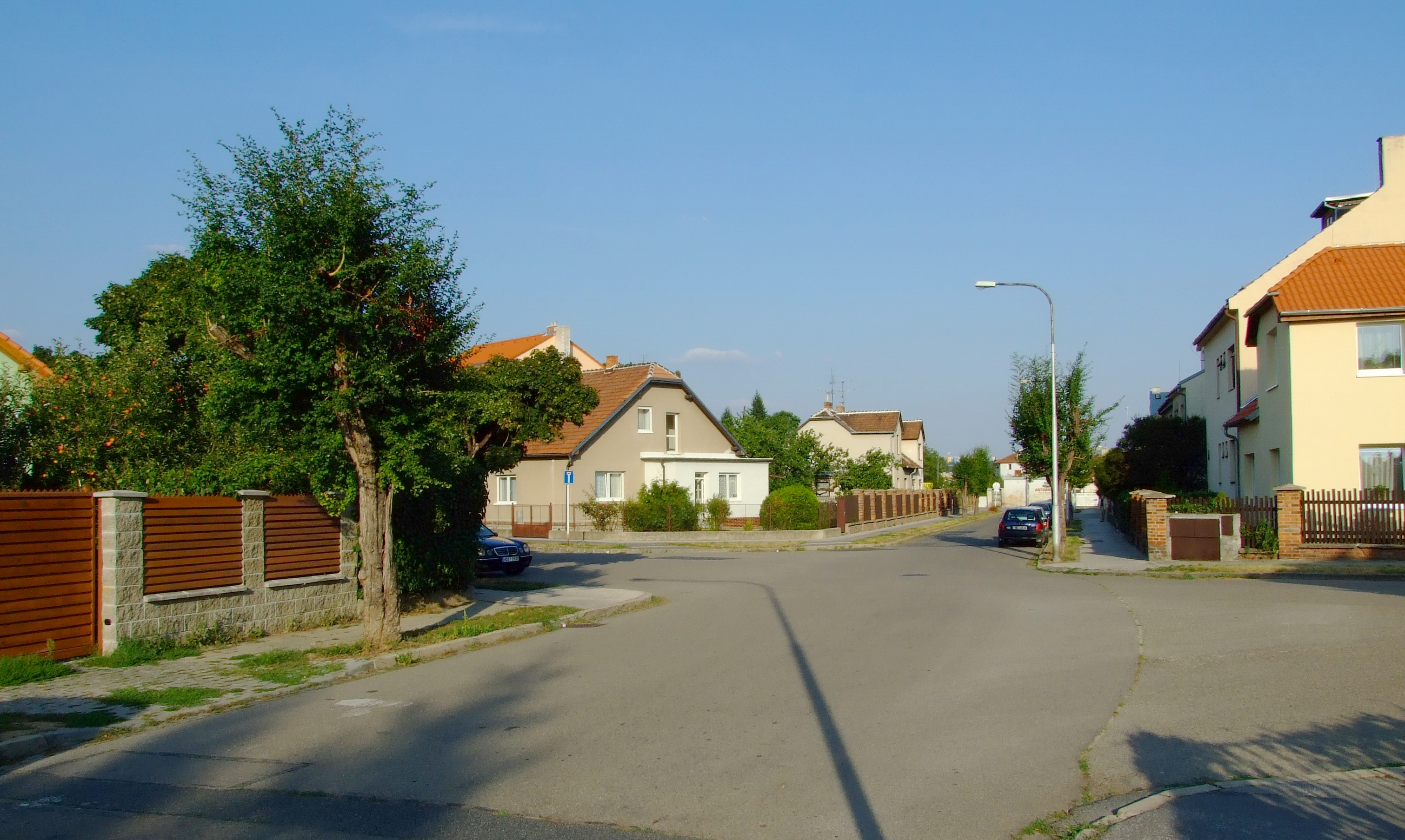
Vilová zástavba ve Štefánikově čtvrti
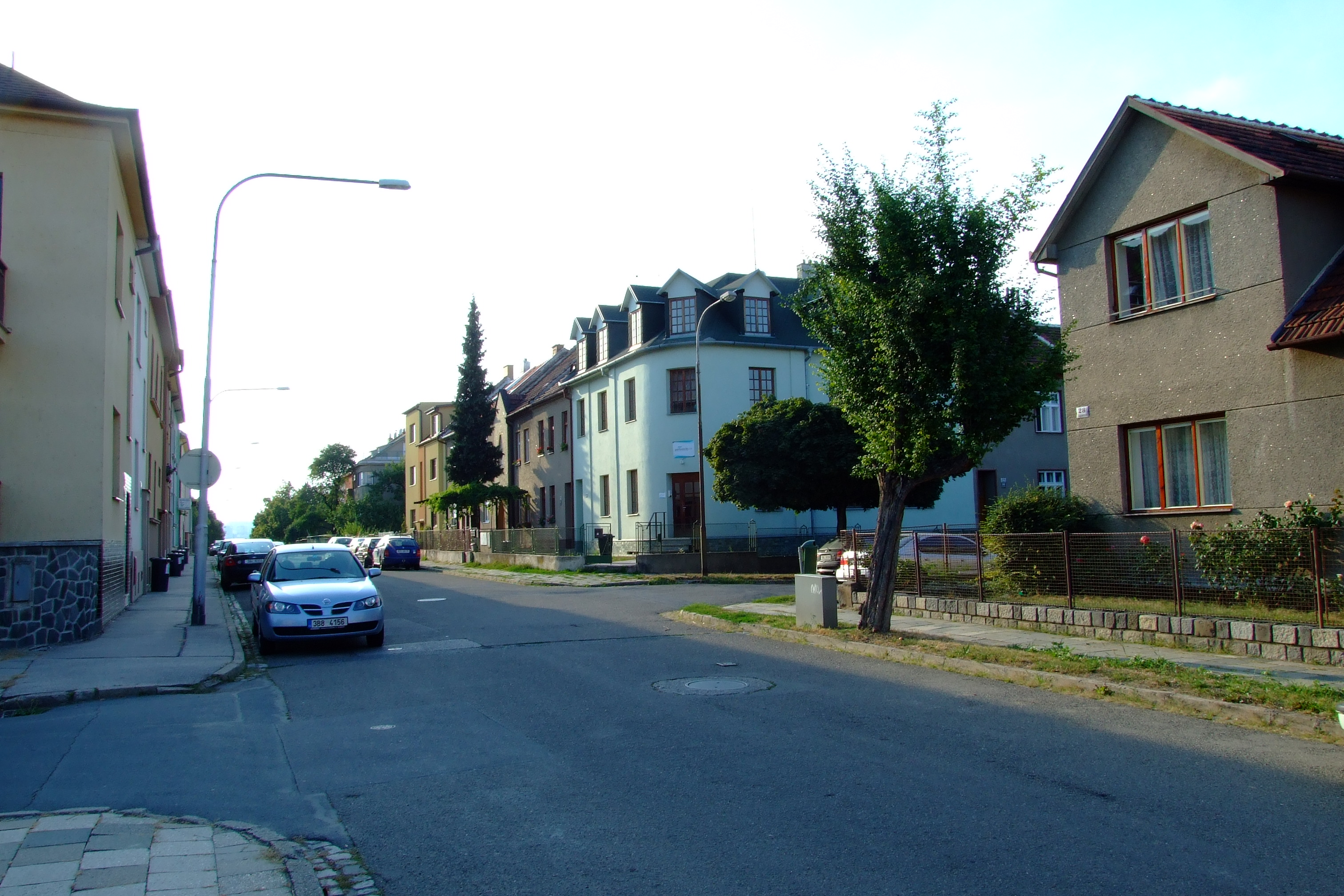
Fügnerova ulice na okraji čtvrti
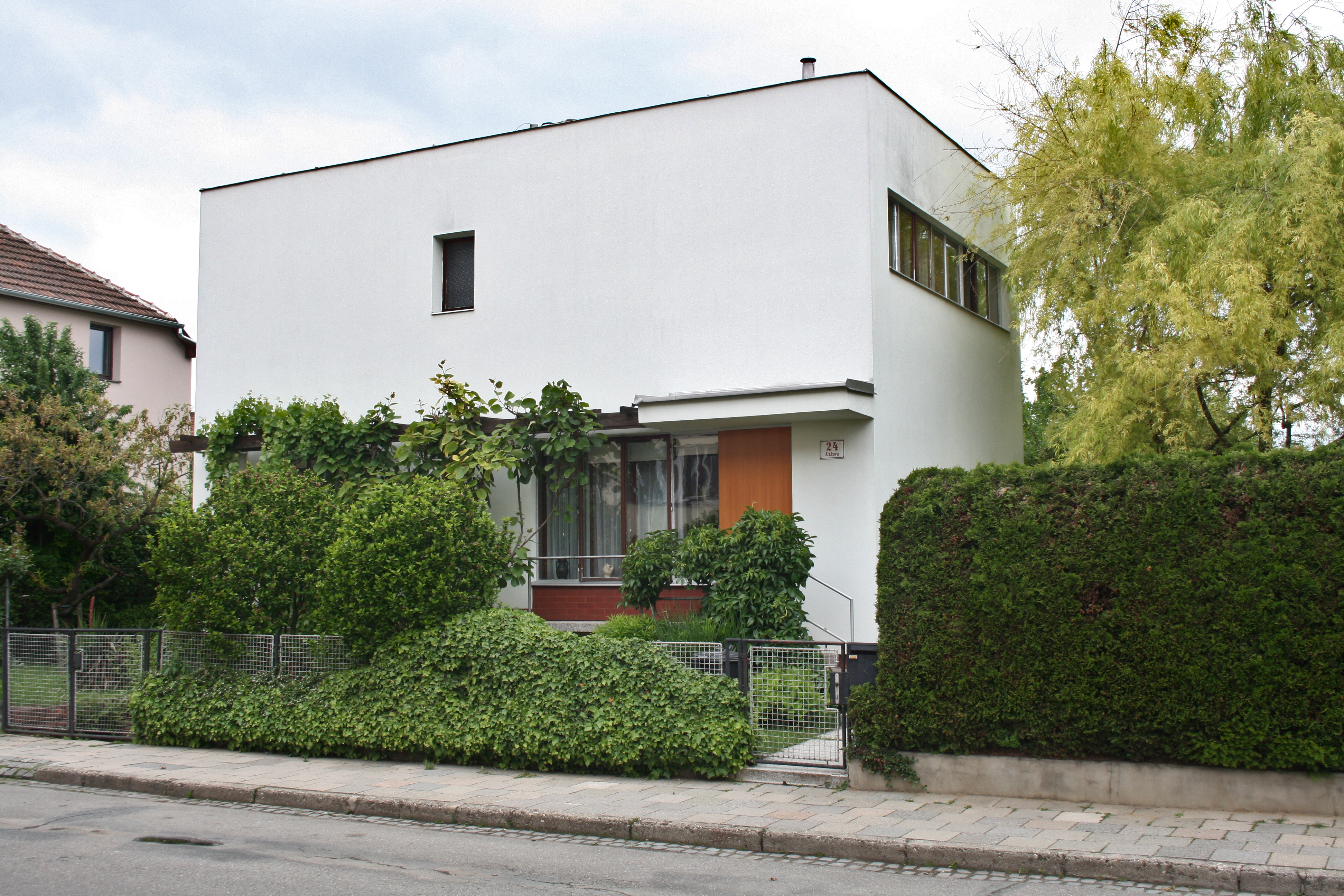
Rodinný dům Josefa Kranze